# Phare de Stratford Shoal
Le phare de Stratford Shoal anglais : Stratford Shoal Light est un petit phare construit en 1877 et situé au milieu du Long Island Sound dans le comté de Fairfield (États-Unis).
Ce phare est inscrit au Registre national des lieux historiques depuis le 29 mai 1990 sous le n° 89001477 .

## Historique
Le Stratford Shoal Light est situé à peu près à mi-chemin entre New York et le Connecticut et à 10 km du phare de Stratford. C'est à l'origine l'État de New York, et non le Connecticut, qui a cédé la zone sur laquelle le phare est situé, mais la plupart des cartes officielles modernes le placent dans le côté du Connecticut de Long Island Sound. 
Le phare est situé sur le haut-fond de Stratford (ou Middleground)  qui est identifié comme un danger pour la navigation depuis des siècles. Il a été achevé en 1877 pour remplacer le bateau-phare LV-15. Il a été construit sur une petite île artificielle. Il a été automatisé en 1970.

## Caractéristiques dufeu maritime
Fréquence : 5 secondes (W)
- Lumière : 0.5 seconde
- Obscurité : 4.5 secondes

Identifiant  : ARLHS : USA-1010 ; USCG :  1-21260 ; Admiralty : J0812 .